# Guida romantica a posti perduti
Guida romantica a posti perduti è un film del 2020 diretto da Giorgia Farina.

## Trama
Un giornalista dipendente dall'alcool e un'esploratrice che soffre di attacchi di panico si mettono in viaggio verso l'Europa per raggiungere mete distanti dal turismo di massa. Quest'esperienza sarà la spinta per combattere i loro demoni interiori.

## Promozione
Il primo trailer del film è stato diffuso l'8 settembre 2020.

## Distribuzione
La pellicola è stata presentata come evento speciale nella sezione Giornate degli Autori alla 77ª Mostra internazionale d'arte cinematografica di Venezia l'8 settembre 2020, e distribuita nelle sale cinematografiche italiane a partire dal 24 settembre dello stesso anno.

## Riconoscimenti
- 2020 - Mostra internazionale d'arte cinematografica
  - Premio Fred a Jasmine Trinca